# Napier (Western Australia)
Napier ist ein Ort im australischen Bundesstaat Western Australia. Er liegt 13,6 Kilometer nördlich von Albany. Der Ort befindet sich im traditionellen Siedlungsgebiet des Aboriginesstamms der Mineng.

## Geografie
Napier liegt im Hinterland von Albany. Westlich und südlich des Ortes liegen Kalgan und Kalgan, westlich Millbrook, Narikup, Green Valley und Porongurup, nördlich Takalarup und östlich Palmdale.
Um Napier fließen die Flüsse Yallingup Brook, Napier Creek, Little Napier Creek, Takenup Creek, Dry Brook, Moorialup Creek, Mullanup Creek, Noorubup Creek und McCrea Creek.
Um Napier gibt es mehrere Naturschutzgebiete: das Napier Nature Reserve, das Takenup Road Nature Reserve und das Granite Hill Nature Reserve.

## Bevölkerung
Der Ort Napier hatte 2016 eine Bevölkerung von 274 Menschen, davon 53,1 % männlich und 46,9 % weiblich. Darunter sind keine Aborigines oder Torres Strait Islanders.
Das durchschnittliche Alter in Napier liegt bei 50 Jahren, zwölf Jahre über dem australischen Durchschnitt von 38 Jahren.